# Panda Update
Panda Update è uno dei tanti algoritmi che Google ha introdotto a partire dall'inizio del 2011, allo scopo di migliorare l'esperienza dei navigatori che sono alla ricerca di informazioni precise e di qualità. Sulla versione americana del motore questo nuovo algoritmo è stato implementato ufficialmente dal 24 febbraio 2011, mentre per tutti gli altri paesi, ma esclusivamente per le ricerche in lingua inglese, la sua introduzione risale alla fine di marzo.

## Scopi dell'algoritmo
Questo algoritmo si propone di arginare, o meglio escludere dalla ricerche le Content Farm, ovvero tutti quei siti, portali e aggregatori di news che pubblicano contenuti di scarsa qualità al solo scopo di attirare un numero elevato di visite e guadagnare tramite i click sugli annunci Google AdSense. Il Panda pertanto, non è stato pensato semplicemente per contrastare il contenuto duplicato, problema verso cui Google era già attivo da tempo tramite numerosi altri parametri di valutazione, ma per eliminare dalle pagine del motore quei siti con argomenti inutili per gli utenti, caratterizzati da una massiccia presenza di link esterni e pubblicità di vario genere, oppure ingannevoli, scritti con il solo intento di portare i visitatori sul sito per proporre a questi argomenti totalmente diversi e non corrispondenti al termine cercato. Il Panda, infatti, nelle intenzioni degli sviluppatori dovrà tenere in considerazione anche il comportamento degli utenti all'interno delle Serp, quindi il Bounce rate, e altri fattori in grado di determinare se una tale pagina è ritenuta utile oppure no, incluso l'aspetto grafico del sito, inteso come struttura, navigabilità e fruibilità per gli utenti.
Di fatto, come spiega Search Engine Land, Panda rappresenta un fattore che ottimizza il ranking filtrando i contenuti di scarsa qualità, piuttosto che un nuovo algoritmo di ranking. Il Panda Update viene fatto girare a intervalli, considerata la grande potenza di calcolo che richiede, e riconfigura al ribasso la posizione di ranking delle pagine che non passano il filtro qualità, con l'obiettivo non solo di proteggere i navigatori da contenuti poveri o non pertinenti, ma anche di incoraggiare i siti a curare maggiormente quanto pubblicano.

## Critiche
Molti webmaster hanno espresso perplessità sul funzionamento di questo nuovo algoritmo, in quanto ritengono che un software non potrà mai valutare la reale utilità di un articolo e, a prova di questo, portano come esempio i numerosi siti penalizzati negli Stati Uniti e nel Regno Unito successivamente all'attivazione di Panda, molti dei quali sembrerebbero non presentare particolari elementi che possano creare sfiducia negli utenti. In realtà, i siti che per 'vocazione' pubblicano materiali non originali (come p. es. i siti di e-commerce, gli aggregatori di notizie, i comparatori di shopping) potrebbero risultare penalizzati in quanto offrono servizi che richiedono la pubblicazione di contenuti ripetitivi, prelevati da altre fonti e condivisi con altri siti.
Altri addetti ai lavori, invece, hanno accolto con favore l'arrivo di Panda, poiché hanno notato un netto miglioramento nel posizionamento del loro sito. Nel corso del 2011, come dichiarato dallo stesso Google, sono stati aggiornati gli algoritmi soggiacenti al motore di ricerca, ragion per cui i numerosi cambiamenti avvenuti nelle ricerche su Google non possono sempre essere riconducibili a Panda.